# غودفريد يبواه
غودفريد يبواه (بالإنجليزية: Godfred Yeboah)‏ هو لاعب كرة قدم غاني في مركز الدفاع، ولد في 27 يوليو 1980 في غانا. شارك مع منتخب غانا لكرة القدم. أما مع النوادي، فقد لعب مع أشانتي غولد وأشانتي كوتوكو.

## وصلات خارجية
- غودفريد يبواه على موقع قاعدة بيانات كرة القدم.إي يو (الإنجليزية)
- غودفريد يبواه على موقع ناشيونال فوتبول تيمز (الإنجليزية)